# Намесништво
Намесништво је било вршилац владалачке власти у случајевима када би краљ (раније кнез) био малолетан или када је због душевне или телесне болести био трајно неспособан да врши власт.

## Историја
У историји Кнежевине и Краљевине Србије постојала су три намесништва. Прво је било од 1868. до 1872. у име малолетног Милана Обреновића у саставу Јована Ристића, Миливоја Петровића Блазнавца и Јована Гавриловића, а друго од 1889. до 1893. у име његовог малолетног сина Александра Обреновића у саставу Јована Ристића, Косте Протића и Јована Белимарковића.
Треће намесништво је било од 1914. до 1921. године (у међувремену проглашена је Краљевина СХС) у име болесног краља Петра I Карађорђевића, а једини намесник је био наследник престола регент Александар Карађорђевић.
У Краљевини Југославији било је трочлано Намесништво од 1934. до 1941. у име малолетног Петра II Карађорђевића у саставу кнеза Павла Карађорђевића, Раденка Станковића и Иве Перовића.
Напослетку, у Демократској Федеративној Југославији (1945) било је трочлано Намесништво у својству заступника избеглог краља Петра II Карађорђевића у саставу Срђана Будисављевића, Анта Мандића и Душана Сернеца, до 29. новембра 1945. када је монархија укинута.

## Намесничка власт

### Србија
Према Сретењском уставу (1835) у случају када би књаз умро или се одрекао достојанства Државни совјет је постављао три намесника који би управљали државом. Намесници су пред Државним совјетом полагали заклетву, а за време намесништва није се могао устав мењати.
Према Турском уставу (1838) одредаба о намесништву није било.
Према Намесничком уставу (1869) уколико је књаз преминуо и оставио иза себе малолетног наследника престола, онда се сазивала Велика народна скупштина како би бирала три намесника књажеског достојанства. Чланови Намесништва могли су се изабрати само између: министара, чланова Државног савета и судија виших судова или лица која су у тим звањима безпорочно служила. Намесници су полагали пред скупштином заклетву при преузимању дужности, а за време мандата добијали су пети део књажеске цивилне листе на равне делове. Бригу о васпитању и имању малолетног књаза водила су три тутора које је одређивало Намесништво по саслушању кнегиње мајке, а у договору са Државним саветом.
Према Радикалском уставу (1888) ако је наследник престола у случају краљеве смрти био малолетан уставну краљевску власт је вршило Краљевско намесништво састављено од три лица. Намеснике је бирала Народна скупштина, нарочито сазвана ради тога, између шест лица која је преминули краљ у свом тестаменту одредио за намесничке кандидате. Уколико краљ није тестаментом одредио кандидате сазивала се Велика народна скупштина. Краљевски намесници су могли бити само они српски грађани по рођењу, источно-православне вере, који су уживали сва грађанска и политичка права, који су имали 40 година, и који су били министри, државни саветници, генерали или посланици акредитовани код страних дворова. Ако краљ не би оставио мушког потомства, али би краљица у време његове смрти била трудна, краљевску власт до њеног порођаја би вршили привремени намесници: председник Државног савета, председник Касационог суда и министар правде.
Према Априлском уставу (1901) ако би у време краљеве смрти престолонаследник био малолетан уставну краљевску власт би вршила удова краљица у својству краљевског намесника. Ако ње нема краљевски намесник би био онај од пунолетних мушких чланова Краљевског дома који је по реду наследства најпречи. Ако у Краљевском дому нема таквог краљ је имао право наименовати Намесништво од три лица. Ако краљ то није учинио краљевску власт је прихватао Министарски савет који би одмах сазивао Народно представништво да оно у заједничкој седници под председништвом председника Сената, који би у том случају постао први намесник, изабере још два краљевска намесника између заслужних српских државника. Ако краљ не би оставио потомства, али би краљица у време његове смрти била трудна, краљевску власт до њеног порођаја би вршило привремено намесништво састављено од председника Сената, председника Државног савета и председника Касационог суда.
Према Уставу за Краљевину Србију (1903) одредбе о намесништву су исте као и код Радикалског устава (1888).

### Југославија
Према Видовданском уставу (1921) одредбе о намесништву су биле груписане у одељак VI. Краљевску власт је вршило Намесништво када је краљ био малолетан или када је због душевне или телесне болести био трајно неспособан да врши краљевску власт. О образовању и престанку Намесништва решавала је Народна скупштина тајним гласањем. Намесничка власт је припадала по праву наследнику престола, ако је био пунолетан. Иначе би Народна скупштина бирала тајним гласањем три краљевска намесника, за четири године. Намесници су могли бити само рођени Срби, Хрвати или Словенци, грађани Краљевине Срба, Хрвата и Словенаца, који су имали 45 година старости и више образовање. О васпитању малолетног краља старали би се намесници, а о његовом имању бринули би се старатељи одређени краљевим тестаментом. Ако преминули краљ не би одредио старатеље именовали би их намесници у договору са Државним саветом.
Према Закону о краљевској власти и врховној државној управи (1929) краљевску власт је вршило Намесништво кад је краљ био малолетан и кад је због болести (душевне или телесне) био трајно неспособан да врши краљевску власт. Намесничка власт је припадала наследнику престола ако би био пунолетан. У супротном, намесници би били три лица која би краљ одредио нарочитим актом или тестаментом. Истовремено је краљ одређивао сваком намеснику по једног заменика. О васпитању малолетног краља старали би се намесници, а о његовом имању старатељи одређени краљевим тестаментом.
Према Септембарском уставу (1931) одредбе о намесништву су биле груписане у одељак VI. Краљевску власт је вршило Намесништво када је краљ био малолетан или када је због душевне или телесне болести био трајно неспособан да врши краљевску власт. О моменту образовања и престанку Намесништва решавало је Народно представништво (Сенат и Народна скупштина) у заједничкој седници. Намесничка власт је припадала по праву наследнику престола, ако је био пунолетан. Иначе би намесничку власт вршила три лица која би краљ одредио нарочитим актом или тестаментом. Истовремено је краљ одређивао сваком намеснику по једног заменика. У случају да краљ не би одредио намеснике или да није било могуће образовати Намесништво од бар два намесника, Народно представништво би бирало тајним гласањем, у заједничкој седници, потребан број краљевских намесника. Намесници су могли бити само грађани Краљевине Југославије. О васпитању малолетног краља старали би се намесници, а о његовом имању бринули би се старатељи одређени краљевим тестаментом. Ако преминули краљ не би одредио старатеље именовали би их намесници по саслушању председника Државног савета, Касационог суда и Главне контроле.